# Lissodema quadridentatum
Lissodema quadridentatum is een keversoort uit de familie platsnuitkevers (Salpingidae). De wetenschappelijke naam van de soort werd in 1923 gepubliceerd door George Charles Champion.